# كارلوس ديتبورن
كارلوس ديتبورن بينتو (بالإسبانية: Carlos Dittborn)‏ (16 أبريل 1924 - 28 أبريل 1962) رئيس اتحاد أمريكا الجنوبية لكرة القدم من عام 1955 حتى عام 1957.